# Ėl'gi
L'Ėl'gi (anche traslitterato come Ėlgi o Elgi; in russo Эльги?) è un fiume della Russia siberiana nordorientale, affluente di sinistra della Indigirka.
Il fiume scorre con direzione nordoccidentale, successivamente nordorientale ed infine sudorientale drenando un bacino che si estende interamente nell'altopiano omonimo; fra i maggiori tributari ricevuti sono il Tobyčan (108 km) e l'Utačan (150 km) dalla sinistra idrografica, Bol'šoj Serelikan (140 km) e Ajaba (125 km) dalla destra. Il fiume non incontra centri urbani di rilievo, il maggiore essendo l'insediamento di Ėl'ginskij, nel medio corso.
L'Ėl'gi è gelato, in media, nel periodo tra la seconda metà di ottobre e la fine di maggio o i primi di giugno.